# MKR Technology
 MKR Technology  es un equipo de automovilismo checo que destacó a principio de los años 2010 en el Campeonato de Europa de Camiones (ETRC). El equipo utilizaba del Renault Premium Course, una versión del Renault Premium apta para automovilismo de velocidad. Además, el equipo gozaba del apoyo oficial de Renault, que aportaba toda la tecnología de motores y prestaba vehículos de asistencia y transporte al equipo, lo que le permitió tener un gran rendimiento desde el momento de su creación. En 2011 compitió con otro equipo de su propiedad destinado a jóvenes talentos, el MKR Team 14 Juniors, en alianza con el Team 14 francés. Actualmente compite en rallies raid en colaboración con otros equipos, a los que presta ayuda técnica, y con el apoyo de Renault.

## Campeonato de Europa de Camiones[2]
El equipo se fundó tras la salida del ingeniero alemán Mario Kress del equipo Buggyra International Racing System en 2009.

#### Temporada 2010
En su primera temporada el equipo alineó a dos camiones en la parrilla, pilotados por dos campeones del ETRC, Markus Bösiger (que al igual que Kress venía de Buggyra) y Markus Oëstreich. La temporada comenzó con dos victorias en las dos primeras carreras, ambas conseguidas por Bösiger.
El equipo ganó 12 carreras (8 Bösiger y 4 Oëstreich) y 9 poles (4 Bösiger y 5 Oëstreich), con las que MKR Technology se proclamó campeón del ETRC por equipos en su año debut, mientras que sus pilotos acababan en segunda (Bösiger) y cuarta posición (Oëstreich). Además, hasta en cinco carreras consiguieron dobletes, es decir, que sus pilotos acabaron primero y segundo (carreras 1 y 3 de Most y Jarama y carrera 4 de Zolder).

#### Temporada 2011
En 2011 el equipo amplía sus filas y crea un segundo equipo dedicado a jóvenes talentos en alianza con el equipo francés Team 14, el MKR Team 14 Juniors, integrado por los jóvenes pilotos Anthony Janiec y Adam Lacko. Lacko utilizó un camión semejante al de Bösiger y al de Oëstreich, mientras que Janiec utilizó el que venía pilotando en años anteriores para el Team 14. Mientras, Bösiger y Oëstreich seguirían integrando el MKR Technology. La temporada comenzó con dos poles y dos victorias de carrera (carreras 1 y 3) para el equipo, todo ello conseguido por Oëstreich.
El MKR technology logró ese año 7 poles (4 Bösiger y 3 Oëstreich) y 8 victorias (2 Bösiger y 6 Oëstreich), con el que consiguieron situarse segundos en el campeonato por equipos, mientras que Oëstreich fue cuarto y Bösiger fue sexto en la general.
Por otra parte, el MKR Team 14 Juniors fue tercero en el campeonato por equipos, logrando 3 poles y cuatro victorias, todas ellas conseguidas por Lacko, que se situó tercero en la general.

#### Temporada 2012
En 2012 Janiec abandona el equipo y el MKR Technology integra a Lacko en el equipo, por lo que se pasa de tener a dos pilotos en el MKR Technology y otros dos en el MKR Team 14 Juniors a tener tres en el MKR Technology y prescindir del segundo equipo.
El equipo consiguió 5 victorias (2 Bösiger, 2 Lacko y 1 Oëstreich) y 1 pole, conseguida por Bösiger, situándose sus pilotos en tercrea (Lacko), cuarta (Oëstreich) y sexta posición de la general (Bösiger).
En el Campeonato por equipos, al poder participar tan sólo dos corredores en él por equipo, MKR Technology participa con Lacko y Oëstreich, y se proclama campeón. Bösiger participó junto con Janiec, ahora piloto del Team 14, creando una alianza entre dos equipos para el título por equipos de ese año llamada Pneu Bösiger/Team 14, que fue subcampeón.

#### Temporada 2013

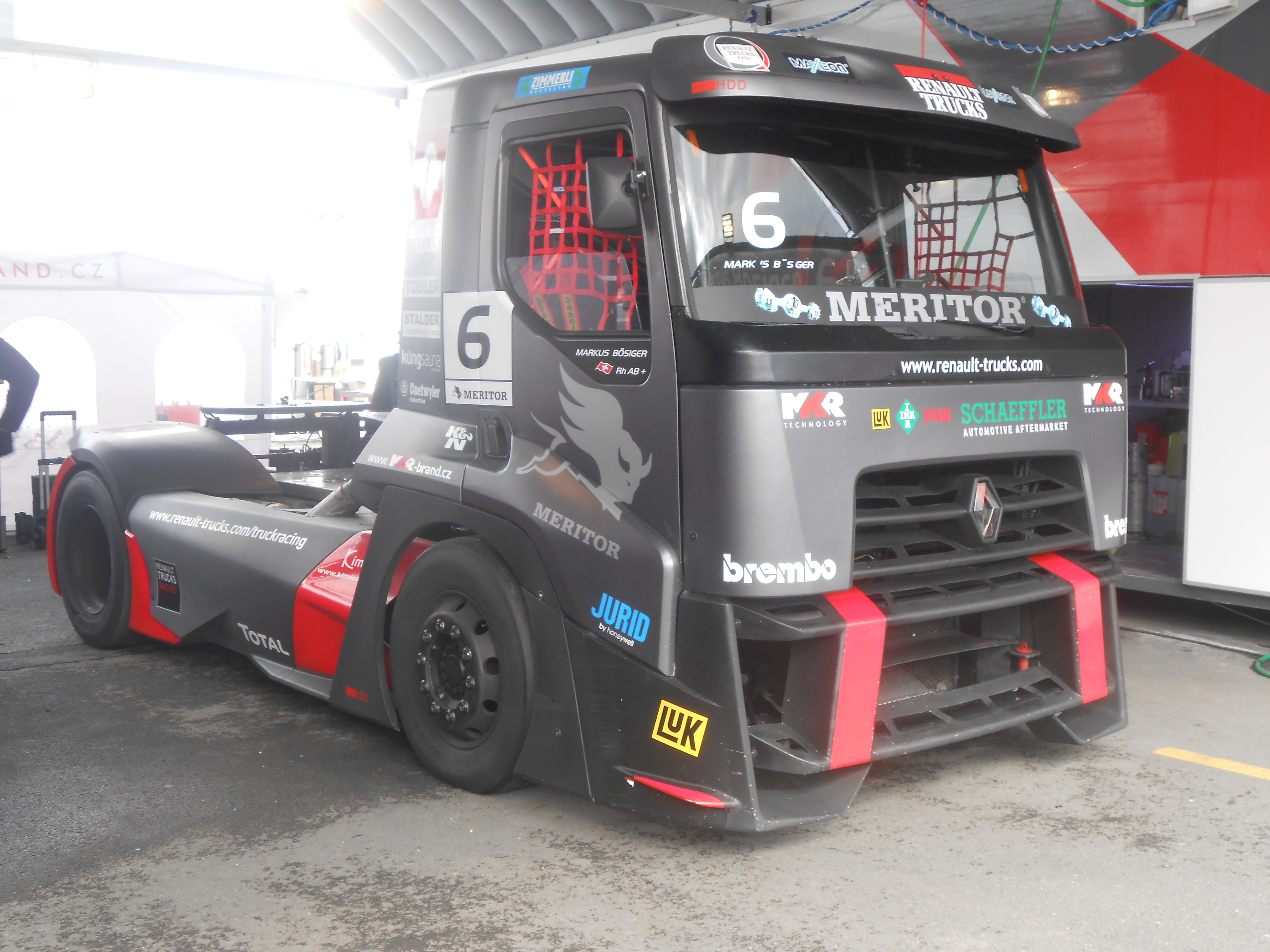
Renault de MKR Technology pilotado por Markus Bösiger en 2013.

En 2013 Oëstreich abandona MKR Technology para unirse al Truck Sport Lutz Bernau, dejando el equipo con sólo dos pilotos, Lacko y Bösiger.
Pese a que ese año introdujeron un nuevo camión, tan sólo consiguieron siete victorias (3 Lacko y 4 Bösiger). Lacko acabó en sexta posición de la general, mientras que Bösiger acabó séptimo.
El equipo acabó tercero en el Campeonato por equipos.

### Abandono del ETRC
Tras cuatro años en el ETRC, el equipo decidió vender los cuatro camiones de los que disponía y hacer labores de asistencia técnica a los equipos compradores.

## Rallies Raid
Hoy en día el equipo está centrado en los rallies, participando entre otros campeonatos en el Rally Dakar, destacando el sexto puesto de la general del año 2016, con el holandés Pascal de Baar. También ganó el Rally de Libia en el año 2016 con Martin van den Brink.
En 2019, su piloto van den Brink acabó cuarto el Rally Ruta de la Seda.
El equipo compite en colaboración con otros equipos, destacando el equipo holandés Mammoet Rallysport Team. Al no competir ellos solos, sino que preparan camiones para otros equipos, el proyecto se denominó MKR Adventure.

### Rally Dakar

#### Rally Dakar 2014
Este año supuso la entrada del equipo en el rally más difícil del mundo. Preparó un camión Renault para el checo Ales Loprais, quien acabó sexto con dos victorias de etapa.

#### Rally Dakar 2015
Al año siguiente, enviaron dos camiones en colaboación con el Mammoet Rallysport Team. Martin van den Brink acabó en la posición 17, mientras que Pascal de Baar lo hizo en la 31, a más de 11 y 25 horas del ganador respectivamente.

#### Rally Dakar 2016
En el año 2016 repiten alineación. Ese año de Baar acaba el rally en una meritoria sexta posición con una victoria de etapa, mientras que de Brink se retiró en la etapa 2.

#### Rally Dakar 2017
En 2017 de Baar acabó vigésimo el rally, mientras que van de Brink ganó dos etapas, pero las averías le hicieron finalizar 35º.

#### Rally Dakar 2018
En 2018 de Baar abandona la competición, sustituyéndolo Janus van Kasteren a bordo de la segunda unidad del equipo Mammoet, manteniéndose Martin van den Brink. Además, establecen una alianza con el equipo Riwald, cuyo piloto es Gert Huziink. Van den Brink abandonó en la etapa 4, mientras que Huzink acabó séptimo, sin victorias de etapa.
Ambos pilotos del equipo Mammoet se vieron obligados a abandonar el rally. Martin van den Brink lo hizo en la cuarta etapa, mientras que Van Kasteren lo hizo en la unndécima. Por otra parte, Huzink cabaó la competición en séptima posición.

#### Rally Dakar 2019
En 2019 repiten las alianzas de 2018, con dos camiones preparados para el equipo Mammoet (un Renault Sherpa para Martin van den Brink y un Renault K520 para Janus van Kasteren), y otro Renault K520 junto al Riwald Team para Gert Huzink. El rally se saldó con tres abandonos. Martin van den Brink lo hizo en la etapa 3, Gert Huzink en la etapa 5 y Janus van Kasteren en la etapa 10.

#### Rally Dakar 2020
Ese año dan un gran paso y alinean cuatro camiones. En colaboración con el Riwald Team, un Renault C460 conducido por Gert Huzink y un Renault K520 pilotado por Pascal de Baar. Junto al Mammoet Rallysport Team alinean un camión para Martin van den Brink. Por último, ponen en pista con el Firemen Team otro Renault K520 para Richard de Groot en su debut en el rally. El camión de Huzink tiene la peculiaridad de ser el primer camión híbrido que correrá el rally.
Gert Huzink acabó el raly en posición vigésimo cuarta, a más de cuarenta horas del líder, siendo más de veinticuatro de ellas por penalización. No obstante, cabe resaltar que fue un gran rally para él, ya que se convirtió en el primer piloto en correrlo y acabarlo con un camión híbrido. Además, rodó en tres etapas entre los cinco primeros (4º en la etapa 10 y 5º en las etapas 4 y 9).
Pascal de Baar tuvo que retirarse del rally en la etapa cinco marchando octavo en la general. Sin embargo, gracias a la Dakar experience, que permite incorporarse a la carrera con un plazo de 72 horas desde el abandono, puedo reengancharse y llegar al podio final del rally, con los octavos puestos de las etapas 2 y 4 como mejor resultado. Acabó entres los quince primeros en nueve de las doce etapas. 
Martin van den Brink logró acabar el rally en la 23º posición. Rodaba undécimo hasta que en la etapa 8 envistió a un coche que se había quedado clavado en la arena, recibiendo 12 horas de penalización. Pese a esto, su rendimiento fue bueno, finalizando entre los diez primeros en cuatro etapas (dos séptimos, un octavo y un noveno).
Richard de Groot fue, pese a que parecía al inicio del rally que era el piloto menos fuerte, ser el mejor de todos, acabando en decimotercera posición. Su consistencia y regularidad (siempre entre los veinte primeros), unido a un cuarto puesto en la etapa tres, le hicieron entrar entre los quince primeros de la general, quedando a poco más de diez horas del líder.

## Resultados

### Resultados de MKR Technology en el Campeonato de equipos del ETRC
| Año  | Vehículo | Pilotos                         | Puesto |
| ---- | -------- | ------------------------------- | ------ |
| 2010 | Renault  | Markus Bösiger-Markus Oëstreich | 1      |
| 2011 | Renault  | Markus Bösiger-Markus Oëstreich | 2      |
| 2012 | Renault  | Adam Lacko-Markus Oëstreich     | 1      |
| 2013 | Renault  | Adam Lacko-Markus Bösiger       | 3      |

### Resultados de los pilotos de MKR Technology en el ETRC
| Año  | Camión  | N.º | Equipo           | 1     | 1       | 1     | 1       | 2       | 2       | 2      | 2       | 3       | 3       | 3     | 3       | 4       | 4      | 4       | 4       | 5       | 5       | 5     | 5       | 6       | 6      | 6       | 6       | 7     | 7       | 7     | 7     | 8       | 8       | 8     | 8      | 9     | 9      | 9       | 9       | 10     | 10      | 10    | 10    | 11      | 11      | 11     | 11      | Posición | Puntos |
| ---- | ------- | --- | ---------------- | ----- | ------- | ----- | ------- | ------- | ------- | ------ | ------- | ------- | ------- | ----- | ------- | ------- | ------ | ------- | ------- | ------- | ------- | ----- | ------- | ------- | ------ | ------- | ------- | ----- | ------- | ----- | ----- | ------- | ------- | ----- | ------ | ----- | ------ | ------- | ------- | ------ | ------- | ----- | ----- | ------- | ------- | ------ | ------- | -------- | ------ |
| 2010 | Renault | 4   | Markus Bösiger   | MIS 1 | MIS C   | MIS 1 | MIS 7   | ALB 3   | ALB 3   | ALB 4  | ALB Ret | NOG 1   | NOG 6   | NOG 3 | NOG 2   | NUR 3   | NUR 3  | NUR 5   | NUR 6   | SMO 7   | SMO 10  | SMO 3 | SMO 5   | MOS 1   | MOS 12 | MOS 1   | MOS 6   | ZOL 1 | ZOL 6   | ZOL 6 | ZOL 1 | LMS 4   | LMS Ret | LMS 3 | LMS 2  | JAR 1 | JAR 4  | JAR 2   | JAR Ret |        |         |       |       |         |         |        |         | 2º       | 335    |
| 2010 | Renault | 24  | Markus Oëstreich | MIS 4 | MIS C   | MIS 3 | MIS 8   | ALB 10  | ALB 6   | ALB 10 | ALB 6   | NOG 3   | NOG 5   | NOG 5 | NOG Ret | NUR Ret | NUR 5  | NUR 2   | NUR 1   | SMO 5   | SMO 3   | SMO 6 | SMO 2   | MOS 2   | MOS 2  | MOS 2   | MOS 4   | ZOL 3 | ZOL 4   | ZOL 1 | ZOL 2 | LMS Ret | LMS 8   | LMS 1 | LMS 3  | JAR 2 | JAR 3  | JAR 1   | JAR Ret |        |         |       |       |         |         |        |         | 4º       | 293    |
| 2011 | Renault | 2   | Markus Bösiger   | DON 6 | DON 10  | DON 6 | DON 5   | MIS 6   | MIS Ret | MIS 3  | MIS 6   | ALB 4   | ALB 8   | ALB 6 | ALB 4   | NOG 8   | NOG 4  | NOG 6   | NOG 3   | NUR 9   | NUR 7   | NUR 6 | NUR 2   | SMO 4   | SMO 6  | SMO 3   | SMO 3   | MOS 6 | MOS 2   | MOS 1 | MOS 8 | ZOL 2   | ZOL 6   | ZOL 4 | ZOL 7  | JAR 1 | JAR 11 | JAR Ret | JAR 14  | LMS 10 | LMS 6   | LMS 5 | LMS 3 |         |         |        |         | 6º       | 262    |
| 2011 | Renault | 4   | Markus Oëstreich | DON 1 | DON 8   | DON 1 | DON 3   | MIS 3   | MIS 2   | MIS 10 | MIS 5   | ALB 2   | ALB 7   | ALB 9 | ALB 8   | NOG 7   | NOG 20 | NOG 5   | NOG 4   | NUR 2   | NUR 4   | NUR 4 | NUR 7   | SMO 6   | SMO 1  | SMO 9   | SMO DSQ | MOS 7 | MOS Ret | MOS 2 | MOS 4 | ZOL 4   | ZOL 1   | ZOL 2 | ZOL 18 | JAR 2 | JAR 6  | JAR Ret | JAR Ret | LMS 11 | LMS Ret | LMS 1 | LMS 1 |         |         |        |         | 4º       | 287    |
| 2012 | Renault | 3   | Adam Lacko       | EST 3 | EST 2   | EST 4 | EST 6   | MIS 4   | MIS 4   | MIS 4  | MIS 4   | JAR 18  | JAR 5   | JAR 4 | JAR 7   | NOG 5   | NOG 1  | NOG 3   | NOG 5   | DON 3   | DON Ret | DON 6 | DON 6   | NUR 1   | NUR 10 | NUR 4   | NUR 10  | SMO 4 | SMO 5   | SMO 4 | SMO 5 | MOS Ret | MOS 6   | MOS 5 | MOS 7  | ZOL 2 | ZOL 4  | ZOL 4   | ZOL 1   | JAR 7  | JAR 2   | JAR 5 | JAR 2 | LMS Ret | LMS 8   | LMS 2  | LMS 3   | 3º       | 330    |
| 2012 | Renault | 4   | Markus Oëstreich | EST 5 | EST 5   | EST 3 | EST 3   | MIS 3   | MIS 2   | MIS 3  | MIS 2   | JAR 3   | JAR 4   | JAR 2 | JAR 6   | NOG 3   | NOG 6  | NOG Ret | NOG 3   | DON Ret | DON 16  | DON 2 | DON 3   | NUR Ret | NUR 5  | NUR 7   | NUR 1   | SMO 6 | SMO 4   | SMO 5 | SMO 9 | MOS 3   | MOS DSQ | MOS 4 | MOS 2  | ZOL 5 | ZOL 2  | ZOL 5   | ZOL 5   | JAR 3  | JAR 5   | JAR 4 | JAR 7 | LMS 6   | LMS 4   | LMS 22 | LMS Ret | 4º       | 311    |
| 2012 | Renault | 6   | Markus Bösiger   | EST 4 | EST 7   | EST 6 | EST Ret | MIS Ret | MIS 5   | MIS 7  | MIS 6   | JAR 4   | JAR 6   | JAR 5 | JAR 3   | NOG 4   | NOG 8  | NOG 4   | NOG 7   | DON 5   | DON 5   | DON 4 | DON 8   | NUR 7   | NUR 7  | NUR Ret | NUR 7   | SMO 3 | SMO 13  | SMO 3 | SMO 2 | MOS 5   | MOS Ret | MOS 3 | MOS 5  | ZOL 8 | ZOL 1  | ZOL 3   | ZOL 13  | JAR 5  | JAR 6   | JAR 3 | JAR 5 | LMS 4   | LMS Ret | LMS 1  | LMS 6   | 6º       | 282    |
| 2013 | Renault | 3   | Adam Lacko       | MIS 6 | MIS Ret | MIS 5 | MIS 2   | NAV 4   | NAV 1   | NAV 4  | NAV 6   | NOG DNS | NOG DNS | NOG 7 | NOG 2   | RBR 7   | RBR 1  | RBR 6   | RBR Ret | NUR 8   | NUR 1   | NUR 6 | NUR 5   | SMO 6   | SMO 7  | SMO DNS | SMO DNS | MOS 5 | MOS 2   | MOS 5 | MOS 2 | ZOL 4   | ZOL Ret | ZOL 6 | ZOL 6  | JAR 5 | JAR 6  | JAR Ret | JAR 8   | LMS 5  | LMS 2   | LMS 5 | LMS 6 |         |         |        |         | 6º       | 227    |
| 2013 | Renault | 6   | Markus Bösiger   | MIS 4 | MIS 7   | MIS 6 | MIS 14  | NAV 6   | NAV 14  | NAV 7  | NAV 1   | NOG DNS | NOG DNS | NOG 8 | NOG 1   | RBR Ret | RBR 7  | RBR 5   | RBR 4   | NUR 5   | NUR 6   | NUR 7 | NUR Ret | SMO 7   | SMO 1  | SMO 4   | SMO 7   | MOS 6 | MOS Ret | MOS 6 | MOS 7 | ZOL DNS | ZOL DNS | ZOL 8 | ZOL 1  | JAR 6 | JAR 7  | JAR 5   | JAR 3   | LMS 7  | LMS 1   | LMS 6 | LMS 2 |         |         |        |         | 7º       | 201    |

### Resultados de MKR Team 14 Juniors en el Campeonato de equipos del ETRC
| Año  | Vehículo | Pilotos                   | Puesto |
| ---- | -------- | ------------------------- | ------ |
| 2011 | Renault  | Adam Lacko-Anthony Janiec | 3      |

### Resultados de los pilotos de MKR Team 14 Juniors en el ETRC
| Año  | Camión  | N.º | Equipo         | 1     | 1      | 1       | 1      | 2     | 2     | 2     | 2       | 3     | 3     | 3      | 3      | 4      | 4       | 4      | 4      | 5      | 5      | 5      | 5      | 6      | 6       | 6     | 6     | 7      | 7     | 7      | 7      | 8      | 8      | 8     | 8     | 9     | 9     | 9      | 9     | 10    | 10     | 10    | 10      | Posición | Puntos |
| ---- | ------- | --- | -------------- | ----- | ------ | ------- | ------ | ----- | ----- | ----- | ------- | ----- | ----- | ------ | ------ | ------ | ------- | ------ | ------ | ------ | ------ | ------ | ------ | ------ | ------- | ----- | ----- | ------ | ----- | ------ | ------ | ------ | ------ | ----- | ----- | ----- | ----- | ------ | ----- | ----- | ------ | ----- | ------- | -------- | ------ |
| 2011 | Renault | 7   | Adam Lacko     | DON 5 | DON 2  | DON Ret | DON 17 | MIS 4 | MIS 4 | MIS 6 | MIS Ret | ALB 3 | ALB 3 | ALB 2  | ALB 7  | NOG 4  | NOG 5   | NOG 7  | NOG 2  | NUR 5  | NUR 6  | NUR 5  | NUR 3  | SMO 5  | SMO Ret | SMO 2 | SMO 1 | MOS 1  | MOS 4 | MOS 3  | MOS 6  | ZOL 3  | ZOL 3  | ZOL 8 | ZOL 1 | JAR 4 | JAR 3 | JAR 4  | JAR 3 | LMS 3 | LMS 1  | LMS 3 | LMS Ret | 3º       | 317    |
| 2011 | Renault | 10  | Anthony Janiec | DON 9 | DON 12 | DON 7   | DON 13 | MIS 9 | MIS 6 | MIS 8 | MIS 7   | ALB 6 | ALB 6 | ALB 10 | ALB 10 | NOG 22 | NOG Ret | NOG 11 | NOG 10 | NUR 14 | NUR 12 | NUR 12 | NUR 10 | SMO 11 | SMO 8   | SMO 7 | SMO 7 | MOS 11 | MOS 5 | MOS 15 | MOS 11 | ZOL 11 | ZOL 10 | ZOL 7 | ZOL 5 | JAR 9 | JAR 9 | JAR 12 | JAR 7 | LMS 6 | LMS 10 | LMS 4 | LMS 4   | 10º      | 95     |

### Resultados de MKR Adventure en el Rally Dakar en la categoría de camiones
| Año  | Equipo colaborador      | Vehículo | Pilotos              | Resultados |
| ---- | ----------------------- | -------- | -------------------- | ---------- |
| 2014 | Ninguno                 | Renault  | Ales Loprais         | 6          |
| 2015 | Mammoet Rallysport Team | Renault  | Martin van den Brink | 17         |
| 2015 | Mammoet Rallysport Team | Renault  | Pascal de Baar       | 31         |
| 2016 | Mammoet Rallysport Team | Renault  | Martin van den Brink | Ret        |
| 2016 | Mammoet Rallysport Team | Renault  | Pascal de Baar       | 6          |
| 2017 | Mammoet Rallysport Team | Renault  | Martin van den Brink | 35         |
| 2017 | Mammoet Rallysport Team | Renault  | Pascal de Baar       | 20         |
| 2018 | Mammoet Rallysport Team | Renault  | Martin van den Brink | Ret        |
| 2018 | Mammoet Rallysport Team | Renault  | Janus van Kasteren   | Ret        |
| 2018 | Riwald Team             | Renault  | Gert Huzink          | 7          |
| 2019 | Mammoet Rallysport Team | Renault  | Martin van den Brink | Ret        |
| 2019 | Mammoet Rallysport Team | Renault  | Janus van Kasteren   | Ret        |
| 2019 | Riwald Team             | Renault  | Gert Huzink          | Ret        |
| 2020 | Riwald Team             | Renault  | Gert Huzink          | 24         |
| 2020 | Riwald Team             | Renault  | Pascal de Baar       | Ret        |
| 2020 | Mammoet Rallysport Team | Renault  | Martin van den Brink | 23         |
| 2020 | Firemen Team            | Renault  | Richard de Groot     | 13         |